# Receptie-esthetiek
Receptie-esthetiek of receptie-esthetica is een in de jaren zestig ontstane discipline binnen de literatuurwetenschap die onderzoekt hoe een tekst of kunstwerk door hoorder, lezer of kijker wordt ontvangen. De ontvangst van het werk wordt in het vak de receptie genoemd en omvat de wijze waarop de lezer het werk begrijpt, opvat en erop reageert.
Hans Robert Jauss (Literaturgeschichte als Provokation, 1970) en Wolfgang Iser (Die Appellstruktur der Texte, 1970) introduceerden deze nieuwe, op de lezer gerichte onderzoeksmethode (de "Konstanzer Schule"). Zij stelden een schema op waarmee de receptie, de manier waarop iets wordt ontvangen door het publiek, van een literair werk kon worden onderzocht. Deze stroming kan worden beschouwd als een reactie op literatuurbenaderingen waarbij analyse en interpretatie van het werk zelf centraal staan.

## Methode
Het schema ziet er als volgt uit: 
Auteur → Tekst → Lezer
De pijlen staan hierbij voor de overgang, of overdracht.
Het belangrijkste doel van dit systeem is het vaststellen van de secundaire betekenis van een tekst in een bepaalde tijd en op een bepaalde plaats. 
Er wordt met dit systeem een manier aangereikt om een van de belangrijkste eigenschappen van een "meesterwerk" te duiden. Jauss legt uit dat de verwachtingshorizon van de lezer hierin een belangrijke plaats inneemt. De verwachtingshorizon is dat wat de lezer verwacht binnen een bepaald kader dat wordt gevormd door hetgeen als norm wordt toegeschreven aan een tekst, de relatie die wordt gelegd met gelijksoortige teksten en de levenservaring van de lezer. Als een bepaalde tekst dicht bij deze verwachtingshorizon ligt zit er weinig verrassends in, maar als hij zich ver van deze horizon verwijdert betekent dit dat het een (potentieel) meesterwerk is.
In een tekst gebeurt dit door "lege" stukken in de tekst te laten, die de lezer dan zelf kan invullen. Dit is ook een van de redenen waarom een verfilming van een boek voor personen die het boek hebben gelezen vaak tegenvalt.
In het bovenstaande kan het woord tekst worden vervangen door kunstwerk, en lezer door beschouwer, voor gebruik in de kunstgeschiedenis.